# Коровяк высокий
Коровя́к высо́кий, или густоцветко́вый, или скипетрови́дный (лат. Verbáscum densiflórum) — двулетнее травянистое растение, вид рода Коровяк семейства Норичниковые (Scrophulariaceae).
Народные названия: царская свеча, царский скипетр, медвежье ухо.

## Описание
Всё растение покрыто мягким, сероватым или желтовато-серым войлоком.
Стебель 20—120 см высотой, толстый, облиственный, не ветвистый, реже к верхушке слегка разветвляющийся.
Прикорневые листья сидячие или на черешках 2—5 см длиной, в несколько раз короче пластинки. Пластинка прикорневых листьев 10—40 см длиной, 4—10 см шириной, продолговатая или продолговато-эллиптическая, крупногородчатая по краю, к основанию постепенно суженная. 

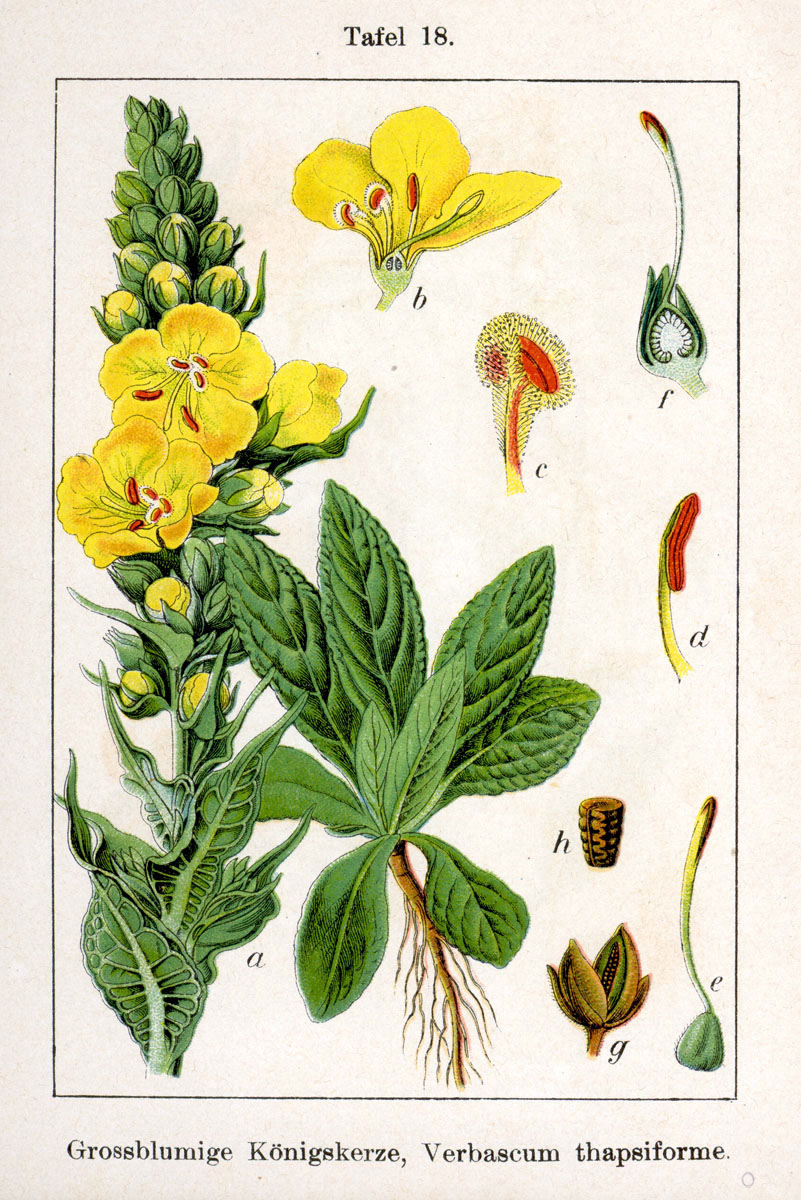

 Стеблевые листья все низбегающие, нижние продолговатые, острые, городчато-пильчатые, при основании вытянутые своими краями в ушко, низбегающие. Верхние стеблевые листья яйцевидные или яйцевидно-ланцетные, заострённые или вытянутые в остриё, пильчато-зубчатые, низбегающие по стеблю.
Цветки собраны пучками по (2)3—4(8)в верхушечную колосовидную кисть, густую сверху и более редкую книзу, реже с недлинными боковыми веточками. Нижние прицветники при основании клиновидно-яйцевидные, длинно низбегающие, остальные — узколанцетные, большей частью превышающие цветочные пучки. 

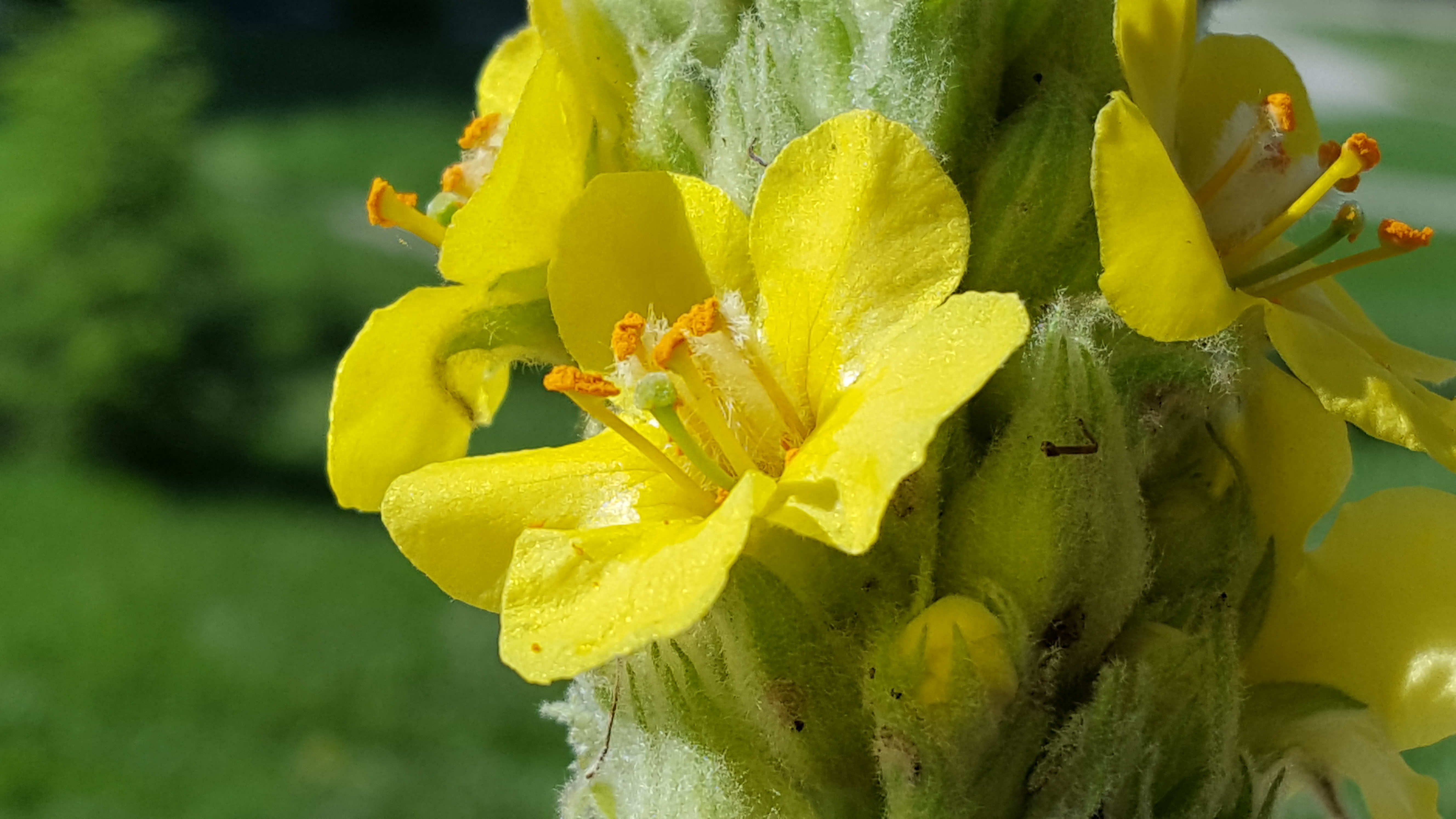

Цветоножки первичного цветка в пучке почти вдвое короче чашечки, 3—7 мм длиной, толстоватая, своей нижней частью несколько приросшая к оси соцветия, при основании с двумя линейно-ланцетными прицветничками, цветоножки остальных цветков очень короткие. Чашечка 6—12 мм длиной, почти до основания пятираздельная, доли её яйцевидно-ланцетные, ланцетные или же длинно заострённые.  
Венчик жёлтый, 35—50 мм в диаметре, почти без прозрачных точек, снаружи покрыт звездчатыми волосками. Нити тычинок оранжевые, две передние обыкновенно голые, нити задних тычинок густо усажены желтоватыми сосочковидными волосками; пыльники двух передних тычинок продолговатые, немного короче их нитей, длинно низбегающие. Столбик при основании слегка опушённый, к верхушке утолщающийся; рыльце лопаточное, длинно низбегающее. За́пах у свежих цветков нежный, у высушенных — медовый. Нектаронос. Цветёт с июня до конца августа. 
Коробочка эллиптически-обратнояйцевидная, 5—8 мм длиной, тупая, с едва заметным остриём или вовсе без острия, густо опушённая, не превышающая чашечки. Семена мелкие, буровато-чёрные.

## Распространение
Произрастает в лесной и степной зонах Евразии (Дания, Швеция, Австрия, Бельгия, Чехия, Словакия, Беларусь, Германия, Венгрия, Нидерланды, Польша, Швейцария, Албания, Болгария, Югославия, Греция, Италия, Румыния, Франция, Португалия, Испания, Турция), европейской части России, на Урале, Кавказе (Азербайджан, Грузия).
Растёт на открытых местах, главным образом на песчаной почве, на суходольных, сухих, лесных и степных лугах, по каменистым и песчаным склонам, обрывам рек, около дорог.

## Химический состав и заготовка
Содержит 2,5 % слизи, 11 % сахаров, 11—12 % углеводов,сапонины, эфирное масло, β-каротин, флавоноиды.
С лекарственной целью используются легко отделяющиеся венчики, собираемые в начале цветения. Венчики цветков собирают только в сухую, ясную погоду. Собранные венчики рекомендуется сушить быстро в тёмном месте (на закрытых чердаках или в сушилках). Запах ароматный, медовый, вкус сладкий. Хорошо высушенные венчики можно плотно спрессовать и сохранять в коробках. Во время заготовки не следует поднимать с земли опавшие венчики и ещё не развернувшиеся цветки («булавки»).
|                                                               |  |  |  |
| Коровяк высокий. Слева направо: лист, цветок, соцветие, плоды |  |  |  |